# Mary Queen of Scots
Mary Queen of Scots (bra: Duas Rainhas; prt: Maria, Rainha dos Escoceses) é um filme britano-americano de 2018, do gênero drama histórico-biográfico, dirigido por Josie Rourke, com roteiro de Beau Willimonm baseado na biografia Queen of Scots: The True Life of Mary Stuart, de John Guy. 
Estrelado por Saoirse Ronan e Margot Robbie, o enredo aborda os acontecimentos da Rebelião do Norte. 
A estreia de Mary Queen of Scots ocorreu no AFI Fest, em 15 de novembro de 2018, sendo lançado posteriormente nos Estados Unidos em 7 de dezembro de 2018 e, por fim, em 18 de janeiro de 2019 no Reino Unido. O filme recebeu aclamação generalizada da crítica, rendendo elogios para a performance de Ronan e Robbie, além dos figurinos. Em contrapartida, foi criticado pela incongruência histórica presente no roteiro. Como reconhecimento, recebeu três nomeações para o BAFTA 2019, além de duas indicações para o Óscar 2019 nas categorias de Melhor Figurino e Melhor Maquiagem e Penteados.

## Sinopse
Ainda criança, Mary fora prometida em casamento a Francis, filho mais velho do rei Henrique II da França. Com a morte de Francis, Mary volta para a Escócia decidida a destronar sua prima, a rainha da Inglaterra Elizabeth I.

## Elenco
- Saoirse Ronan como Mary I, rainha da Escócia e prima de Elizabeth I.
- Margot Robbie como Elizabeth I, rainha da Inglaterra e da Irlanda e prima de Mary.
- Guy Pearce como William Cecil, conselheiro de Elizabeth.[10]
- David Tennant como John Knox, clérigo protestante.[11]
- Jack Lowden como Lorde Darnley, segundo marido de Mary.[12]
- Joe Alwyn como Robert Dudley, conselheiro e par romântico de Elizabeth.
- Gemma Chan como Elizabeth Harddwick, amiga e confidente de Elizabeth I e tutora de Mary.
- Martin Compston como Conde de Bothwell, terceiro marido de Mary.
- Ismael Cruz Córdova como David Rizzio, amigo e confidente de Mary.
- Brendan Coyle como Matthew Stewart, 4° Conde de Lennox, pai de Lord Darnley.
- Ian Hart como Lorde Maitland[13]
- Adrian Lester como Lorde Randolph
- James McArdle como Conde de Moray, regente da Escócia
- Maria-Victoria Dragus como Mary Fleming, nobre escocesa, amiga de infância e prima de primeiro grau de Mary, Rainha da Escócia
- Eileen O'Higgins como Mary Beaton, serva de Mary, Rainha da Escócia[14]
- Izuka Hoyle como Mary Seton, serva de Mary, Rainha da Escócia
- Liah O'Prey como Mary Livingston, serva de Mary, Rainha da Escócia
- Alex Beckett como Walter Mildmay, chanceler inglês de Exchequer[a][15]
- Simon Russell Beale como Robert Beale

## Produção e lançamento
Inicialmente, o filme havia sido planejado com a protagonização de Scarlett Johansson, com filmagens iniciadas em 2007 por intermédio de um orçamento de US$ 25–30 milhões. Com a recusa de Johansson, o filme entrou em inferno do desenvolvimento durante anos. Em 9 de agosto de 2017, foi anunciado que Saoirse Ronan interpretaria Mary Stuart. Em 21 de abril de 2017, foi anunciado que Margot Robbie interpretaria Queen Elizabeth I, e as filmagens estavam agendadas para agosto de 2017. Baseado na biografia de John Guy, My Heart Is My Own: The Life of Mary Queen of Scots, foi produzido por Tim Bevan, Eric Fellner e Debra Hayward, além da produção adicional de James Biggam. Josie Rourkre foi, sequencialmente, anunciada como diretora do filme de um roteiro adaptado de Beau Willmon.
Em 13 de junho de 2017, foi divulgado que Jack Lowden interpretaria Lord Darnley, enquanto Joe Alwyn interpretaria Robert Dudley. Em 22 de junho de 2017, foi anunciado que Martin Compston entraria para o elenco do filme a fim de interpretar James Hepburn. Em 23 de junho de 2017, a atriz Maria-Victoria Dragus entrou para o elenco para interpretar Mary Fleming. Em 17 de agosto de 2017, Brendan Coyle, David Tennant e Guy Pearce entraram para o elenco; no dia seguinte, Gemma Chan foi anunciada para o mesmo. Em 22 de agosto, Ismael Cruz Córdova entrou para o elenco para interpretar David Rizzio, amigo próximo e confidente de Mary.
A empresa Focus Features adquiriu os direitos de distribuição local, enquanto a Universal Pictures ficou responsável pela distribuição internacional. A equipe do filme inclui vencedores do Oscar, como a figurinista Alexandra Byrne, a maquiadora Jenny Shircore e o montador Chris Dickens. A estreia ocorreu na AFI Fest, em 15 de novembro de 2018, em Los Angeles, na Califórnia. Nos Estados Unidos, o lançamento ocorreu em 7 de dezembro de 2018. No Reino Unido, o lançamento ocorreu em 18 de janeiro de 2019.

## Recepção

### Crítica profissional
No Metacritic, o site conta com pontuação de 61 de 100, baseada em 43 críticas que indicam análises favoráveis. No agregador de avaliações Rotten Tomatoes, o filme tem aprovação de 62% baseada em 159 avaliações, com média de 6,2/10. Segundo o consenso do portal, "Mary Queen of Scots entrega um conjunto de emoções políticas, oferecendo uma demonstração brilhante dos talentos de cada ator."
Os críticos de cinema exprobaram a historicidade do filme, as tramas e as cenas de cunho sexual. Emily Hoshida, da publicação Vulture, considerou o filme como "um filme qualquer sem lição histórica rigorosa ou dramatização interessante." Shane Watson, do The Daily Telegraph, considerou o filme como "uma história pornográfica para a geração do Instagram"; em contrapartida, A.O., do The New York Times, escreveu que "os estudantes da história escocesa podem se surpreender ao saber que o destino da nação foi parcialmente decidido por um ato de cunilíngua."  Alex Hudson, da publicação Exclaim!, deu ao filme uma nota de 6 de 10 pontos, escrevendo: "A verdadeira estrela não é Mary, mas Elizabeth, que é brilhantemente interpretada por Margot Robbie e transmite uma confiança sob uma camada de neurose."

### Bilheteria
Na semana de lançamento, arrecadou US$ 194 777 após exibição em quatro salas de cinema, com média de US$ 48 496. Na terceira semana, a exibição foi expandida para 795 cinemas, arrecadando US$ 2,8 milhões e, na quarta semana, arrecadou US$ 2,7 milhões em 841 salas de cinema.